# Komin
Komin är en ort i Kroatien.   Den ligger i länet Dubrovnik-Neretvas län, i den sydöstra delen av landet, 300 km söder om huvudstaden Zagreb. Komin ligger 5 meter över havet och antalet invånare är 1 309.
Terrängen runt Komin är lite kuperad. Runt Komin är det ganska tätbefolkat, med 54 invånare per kvadratkilometer. Närmaste större samhälle är Metković, 9,2 km öster om Komin. 